# Splinter (voornaam)
Splinter is een Nederlandse voornaam voor jongens. De herkomst van de naam is onbekend, maar de naam werd al in de middeleeuwen gebruikt. Het zwaartepunt lag toen vooral in Loenen en Zeeland.

## Bekende naamdragers
- Splinter Chabot, een Nederlandse schrijver, programmamaker en tv-presentator
- Splinter Johnson, een Amerikaanse basketballer
- Splinter van Loendersloot, een roofridder uit de 14de eeuw[2]
- Splinter de Mooij, een voormalige profvoetballer van Feyenoord die overstapte naar de amateurs van AFC.[3]